# The Bloody Beetroots
The Bloody Beetroots est un projet de musique électronique italien du musicien Bob Rifo. Formé à la fin 2006, les Bloody Beetroots étaient au départ un duo composé de Bob Rifo et Tommy Tea, qui quittera le groupe en 2012.
The Bloody Beetroots s'apparente autant à un projet solo de Bob Rifo qu'à un groupe, le batteur étant régulièrement remplacé par des invités comme Tommy Lee lors de la tournée américaine de 2010, et Tommy Tea n'ayant qu'un rôle très secondaire dans la composition tout comme dans les lives.

## Histoire

### Débuts (2006-2011)
Le groupe est à l'origine formé par Sir Bob Cornelius Rifo et Tommy Tea à la fin de 2006. Depuis 2007, ils font partie du label américain Dim Mak Records. Le duo aime à se montrer en public masqué en Venom, ancien costume symbiotique et organique de Spiderman. Alex Gopher et Étienne de Crécy, représentants de la French touch, les remarquent et laissent leurs EP, respectivement The Game et Funk, être remixés par les Bloody Beetroots. En quelques semaines, des collaborations avec Rinôçérôse et une série de remixes, plus de 28 en un an, pour The Whip, Les Petits Pilous, South Central, Naive New Beaters, Cazals et beaucoup d'autres. Parmi leurs remixes, on compte le morceau Maniac de Michael Sembello ou encore Seek and Destroy de Metallica, devenu Ill to Destroy.
Le morceau Butter figure sur la bande-son du jeu vidéo FIFA 09, sorti en 2008. En juillet 2009, le duo annonce la sortie de son premier album intitulé Romborama. Celui-ci, composé de vingt morceaux, contient neuf titres déjà connus, sortis sur leurs précédents EP, même si bon nombre d'entre eux étant de nouvelles versions des titres déjà connus. Les onze nouveaux morceaux font appel à différentes participations comme les rappeurs américains des Cool Kids, leur ami et fondateur du label Dim Mak Records Steve Aoki, Vicarious Bliss, le DJ et producteur français Raw Man, et bien d'autres artistes tels qu'Alex Gaudino. L'album sort le 25 août 2009.
En 2010, pour la sortie de leur EP Domino, un troisième membre de Bloody Beetroots apparaît, Edward Grinch, qui est le batteur du groupe pour le projet et la tournée Death Crew 77. Mais celui-ci sera rapidement remplacé par le batteur Battle pour le nouveau projet appelé Church Of Noise.
Le 21 janvier 2011, sort l'album de remixes Best of Remixes en exclusivité sur Beatport. Le 2 mars 2011, dans un communiqué de presse officiel, The Bloody Beetroots annonce l'arrivée de Jacopo Battaglia, ancien batteur de Zu, au sein du groupe en tant que batteur live, sous le pseudonyme Battle, à la place d'Edward Grinch. Toujours en 2011, ils jouent au festival des Vieilles Charrues, au Paléo Festival Nyon et au Sziget Festival à Budapest. Le 15 novembre 2011, Bob Rifo, annonce la sortie de son nouveau single Church of Noise. Le morceau se tourne alors vers un style electropunk, déjà présent dans le remix New Noise. Fin 2011, lors d'une tournée intitulée The Church of Noise, le chanteur Dennis Lyxzén, du groupe de punk rock Refused, et Tommy Lee rejoignent le groupe sur scène pour quelques chansons. Pendant cette même période, Bob Rifo confirme sur sa page Facebook la préparation d'un second album, résolument tourné vers un style plus electropunk que Romborama.

### Projet solo (depuis 2012)
En 2012, Tommy Tea quitte le groupe en 2012. En février 2013, Rifo annonce une nouvelle plateforme de médias sociaux appelée The Real Church of Noise, conçue comme un espace virtuel permettant aux artistes de se connaître et de collaborer. La plateforme inclurait des services de partage tels que YouTube, SoundCloud, et d'autres. Le même mois, Bob Rifo sort le quatrième single Spank, produit avec TAI et Bart B More. Le 14 juin 2013, un nouveau single Out of sight est publié en collaboration avec Paul McCartney. En septembre 2013, le groupe annonce la sortie de leur nouvel album Hide. Il sera composé de 16 morceaux, et contiendra les singles Rocksteady et Chronicles of a Fallen Love sortis successivement entre 2012 et 2013.
En 2015, le fondateur des Bloody Beetroots fait une pause et se concentre sur un projet solo nommé SBCR (d’après son surnom Sir Bob Cornelius Rifo), dans lequel il explore d’autres formes de musiques électroniques, avec de nombreuses participations. Toujours en 2015, dans une FAQ pour le site Reddit, il déclare que le projet Bloody Beetroots reviendra pour les dix ans du groupe, en 2017. En 2017, The Bloody Beetroots annonce donc son retour officiel avec une nouvelle tournée intitulée My Name is Thunder Tour. Le 20 octobre 2017, il sort un nouvel album, The Great Electronic Swindle, avec vingt titres dans lesquels il combine à nouveau sa forte influence punk rock avec des sons électroniques de différentes natures.
En décembre 2021, Bloody Beetroots est annoncé à l'affiche pour le 18e festival de la mer, à Landunvez, en France, aux côtés des Sheriff et de Che Sudaka pour juillet 2022. Toujours en France, Bloody Beetroots joue à l'Espace Julien de Marseille le 27 mai 2023.

## Style musical
Le projet a un style musical difficile à classer car il fusionne pop, punk rock, electro, musique classique, rock et hip-hop, mais on le rapproche généralement de la dance-punk et de l'electro house,.

## Matériel
Les Bloody Beetroots utilisent pour leurs concerts live le logiciel Pro Tools. Le public l'a appris à ses dépens lors d'un concert à Sydney en 2010. Un problème de logiciel a provoqué plus d'une heure de retard sur le début du spectacle.
En 2012, le matériel live du groupe, alors encore un duo, était le suivant :
- Tommy Tea utilise lors des DJ sets une table de mixage deux voies Behringer, un Roland SP-404, et de multiples instruments de la série Kaos de Korg (Kaossilator, Mini Kaoss Pad, KP-3), ces trois derniers sont d'ailleurs la seule chose qu'il utilise dans la configuration live ;
- Bob Rifo utilise quant à lui deux CDJ-2000 ,une DJM-2000 ainsi qu’une remix station RMX-1000 de chez Pioneer pour les DJ sets. Pour ce qui est du live, il utilise une Gibson SG noire comme guitare, et une Gibson Thunderbird noire comme basse. Pour ce qui est des synthétiseurs, il utilise deux claviers Nord (un Wave à gauche et un Stage EX Compact à droite) ainsi qu'un vocodeur Korg DTR39 au-dessus à droite et un Korg Microsampler au-dessus à gauche. Le R3 a parfois été remplacé par deux synthétiseurs Roland Gaia à droite. Ces synthétiseurs sont principalement utilisés pour lancer des séquences, et permettre une approche plus « live » du concert, comme peuvent en témoigner les nombreuses indications situées sur les touches ce qui n'empêche pas le musicien de se servir du piano, de l'harmonica, du trombone, ou encore d'un tout autre son de synthèse pour jouer certaines parties. Le batteur joue sur un set de batterie amplifié.

## Membres

### Membres actuel
- Sir Bob Cornelius Rifo (Simone Cogo) - chant, guitare, basse, synthétiseurs (depuis 2006)

### Ancien membre
- Tommy Tea - effets, sampling DJ (2006—2012)

### Membres de tournée
- Battle (Jacopo Battaglia) - batterie (2011), basse, guitare (2013)
- Edward Grinch (Simone Perini) - batterie (2010—2011, 2013)
- Dennis Lyxzén - chant (Church of Noise Tour, 2011)
- Jacopo Volpe - batterie (2017)
- Nick Thayer - synthétiseur, basse, guitare (2017)
- Mad Harris (Enrico Matta, Subsonica) (2013) au Big Day Out Tour